# 高谷裕之
高谷 裕之（たかや ひろゆき、1977年6月10日 - ）は、日本の男性総合格闘家。千葉県習志野市出身。元DREAMフェザー級王者。LDH martial arts元代表取締役CEO。妻はファッションモデルの三浦麻穂。

## 概要
元チーマーで、幼少期から喧嘩に明け暮れていたというエピソードと、リングでのパンチ中心のファイトスタイルから「喧嘩番長」や「悪魔の拳」の異名を持つ。パンチへのこだわりが強い生粋のストライカーであり、一撃で相手を失神させるほどの威力を持ったパンチを武器とし、フェザー級を中心にKOの山を築いた。

## 来歴
喧嘩に明け暮れる少年時代を過ごし、23歳の時に「とりあえずエネルギーを発散させないとまずい」と思ったのがきっかけで総合格闘技を始める。
2001年12月7日、SWAアルティメットボクシング大会で村山光広と対戦。3-0の判定勝ち。
2002年5月3日、第13回全日本新空手道選手権大会の軽中量級に出場。決勝戦で小林悟（現サトルヴァシコバ）に本戦判定0-2で敗れ、準優勝となった。
2002年9月29日、全日本アマチュア修斗選手権・ライト級（-65kg）に出場し、決勝戦で藤岡正義に敗れ、準優勝となった。
2003年2月6日、修斗新人王トーナメント・ライト級 1回戦で碓氷早矢手にTKO勝ち。7月13日、準決勝で日沖発に3-0の判定勝ち。11月3日、決勝で藤岡正義に3-0の判定勝ち。全日本アマチュア修斗選手権 決勝戦での雪辱を果たすとともに新人王となった。
2004年1月24日、修斗でジョン・ホーキと対戦。判定1-0で引き分け。
2004年3月13日、全日本キックボクシング連盟「全日本ライト級最強決定トーナメント 1st.STAGE」でサトルヴァシコバと約2年ぶりの再戦。2Rに左ハイキックでダウンを奪われ、0-3の判定負け。
2004年5月3日、修斗でステファン・パーリングと対戦。ハイキックでTKO勝ち。
2004年9月23日、全日本キックボクシング連盟「DANGERZONE」で山本優弥と対戦。0-3の判定負け。
2004年12月14日、修斗でギルバート・メレンデスと対戦。0-3の判定負け。

### HERO'S
2005年7月6日、HERO'S初参戦となったHERO'Sミドル級（-70kg）世界最強王者決定トーナメント1回戦でヤニ・ラックスと対戦。左フックでKO勝ちを収めた。
2005年9月7日、トーナメント準々決勝でレミギウス・モリカビュチスと対戦。激しい打撃戦となったが、最後はパウンドによりTKO（レフェリーストップ）勝ち。レミギウスのキックにより右肘を負傷したがドクターストップを振り切り、トーナメント準決勝で須藤元気と対戦。ほぼ左手のみで戦ったが、三角絞めで一本負け。
2005年11月5日、HERO'S 2005 in SEOULでキム・ドヒョンと対戦。3-0の判定勝ち。
2006年4月9日、桜井"マッハ"速人が土木作業員に顔を殴られ、左目の下の骨を折り全治1か月のケガを負うという事件が起こった（作業員は傷害容疑で逮捕）。高谷はこれに対し「人に夢を与える立場である格闘家が、素人に殴られ警察に訴えるのはどうなのか」との辛辣なコメントをブログで発表し、物議を醸した。
2006年8月5日、HERO'Sミドル級世界最強王者決定トーナメント準々決勝でJ.Z.カルバンと対戦。右跳び膝蹴りでダウンを喫し、KO負け。
2007年3月12日、HERO'S 2007 開幕戦でアンドレ・ジダと対戦。ジダの打撃で鼻骨骨折に追い込まれ、ドクターストップでTKO負け。
2007年9月8日、CAGE FORCE初参戦となったCAGE FORCE 04でジャロッド・カードと対戦、左フックでKO勝ち。
2007年11月8日、修斗でアントニオ・カルバーリョと対戦。激しい打撃戦となり2Rにカルバーニョのパンチで左目尻から出血するも、ドクターチェックからの再開後に右フックでダウンを奪う。3R、膝蹴りからのパンチ連打でTKO勝ち。

### WEC
2008年2月13日、WEC初参戦となったWEC 32でレオナルド・ガルシアと対戦し、右ストレートでKO負け。
2008年12月3日、WEC 37で8月大会から延期になったカブ・スワンソン戦を迎えるも、0-3の判定負け。

### DREAM
2009年3月8日、DREAM初参戦となったDREAM.7のフェザー級（-63kg）グランプリ1回戦でキム・ジョンウォンと対戦し、TKO勝ちを収めた。
2009年5月26日、DREAM.9のフェザー級グランプリ2回戦で前田吉朗と対戦し、TKO勝ちを収めた。
2009年10月6日、DREAM.11のフェザー級グランプリ準決勝で所英男と対戦し、パウンドでKO勝ち。続く決勝ではビビアーノ・フェルナンデスに激戦の末に判定負けを喫し、準優勝となった。
2009年11月22日、ファッションモデルの三浦麻穂と入籍。2010年2月14日には結婚披露宴を行った
2009年12月31日、Dynamite!! 〜勇気のチカラ2009〜のDREAM vs SRC 対抗戦で小見川道大と対戦し、右ストレートでダウンしたところにパウンドで追撃されTKO負けを喫した。この試合で右眼窩底骨折の重傷を負った。
2010年5月29日、ケージ開催となったDREAM.14でヨアキム・ハンセンと対戦し、右ストレートでKO勝ちを収めた。
2010年9月25日、DREAM.16でチェイス・ビービと対戦し、左フックでダウンを奪ったところにパウンドで追撃しKO勝ちを収めた。
2010年12月31日、Dynamite!! 〜勇気のチカラ2010〜でDREAMフェザー級王者ビビアーノ・フェルナンデスに挑戦。3-0の判定勝ちを収め王座獲得に成功し、リベンジを果たした。
2011年7月16日、DREAM JAPAN GP FINALのフェザー級（-65kg）タイトルマッチで宮田和幸と対戦し、2-1の判定勝ちを収め初防衛に成功した。この試合で宮田のパンチを受け眼窩底骨折する重症を負った。
2011年12月31日、元気ですか!! 大晦日!! 2011 のDREAMフェザー級タイトルマッチでリオン武と対戦。3-0の判定勝ちを収め、2度目の防衛に成功。

## 戦績

### プロ総合格闘技
| 総合格闘技 戦績 | 総合格闘技 戦績 | 総合格闘技 戦績 | 総合格闘技 戦績 | 総合格闘技 戦績 | 総合格闘技 戦績 | 総合格闘技 戦績 |
| --------------- | --------------- | --------------- | --------------- | --------------- | --------------- | --------------- |
| 42 試合         | (T)KO           | 一本            | 判定            | その他          | 引き分け        | 無効試合        |
| 25 勝           | 15              | 0               | 10              | 0               | 2               | 0               |
| 15 敗           | 6               | 1               | 8               | 0               | 2               | 0               |

| 勝敗 | 対戦相手                   | 試合結果                                | 大会名                                                                                                  | 開催年月日     |
| ×    | 斎藤裕                     | 1R 1:17 KO（左フック）                  | SHOOTO 30th ANNIVERSARY TOUR 第7戦                                                                      | 2019年9月22日  |
| ○    | バータル・アズジャブハラン | 2R（10分/5分）終了 判定3-0              | RIZIN FIGHTING WORLD GRAND-PRIX 2017 2nd ROUND                                                          | 2017年12月29日 |
| ○    | 日沖発                     | 1R 1:12 TKO（右フック→パウンド）        | PANCRASE 290                                                                                            | 2017年10月8日  |
| ×    | ISAO                       | 5分3R終了 判定0-3                       | PANCRASE 283                                                                                            | 2016年12月18日 |
| ×    | アラン・オマー             | 5分3R終了 判定0-3                       | Euro FC 1: The New Era                                                                                  | 2016年10月1日  |
| ×    | ナザレノ・マレガリエ       | 5分3R終了 判定0-3                       | PANCRASE 278                                                                                            | 2016年6月12日  |
| ○    | DJ.taiki                   | 3R（10分/5分/5分）終了 判定3-0          | RIZIN FIGHTING WORLD GRAND-PRIX 2015 さいたま3DAYS                                                      | 2015年12月29日 |
| ○    | ガイ・デルモ               | 3R 4:11 TKO（左フック→パウンド）        | PANCRASE 266                                                                                            | 2015年4月26日  |
| ○    | 高橋遼伍                   | 2R 0:38 KO（左フック→パウンド）         | VTJ 6th                                                                                                 | 2014年10月4日  |
| ○    | 内村洋次郎                 | 1R 1:27 KO（右ストレート→パウンド）     | VTJ 4th                                                                                                 | 2014年2月23日  |
| △    | トビー・イマダ             | 5分3R終了 判定1-0                       | 〜SHOOT BOXING BATTLE SUMMIT〜 GROUND ZERO TOKYO 2013                                                   | 2013年11月16日 |
| ×    | ダニエル・ロメロ           | 1R 3:23 KO（右ストレート→パウンド）     | VTJ 2nd                                                                                                 | 2013年6月22日  |
| ×    | ジョージ・カラカニヤン     | 5分3R終了 判定1-2                       | DREAM.18 & GLORY 4 〜大晦日 SPECIAL 2012〜                                                              | 2012年12月31日 |
| ○    | リオン武                   | 5分5R終了 判定3-0                       | 元気ですか!! 大晦日!! 2011 【DREAMフェザー級タイトルマッチ】                                            | 2011年12月31日 |
| ○    | 宮田和幸                   | 5分3R終了 判定2-1                       | DREAM JAPAN GP FINAL -2011バンタム級日本トーナメント決勝戦- 【DREAMフェザー級タイトルマッチ】           | 2011年7月16日  |
| ×    | ロバート・ペラルタ         | 5分3R終了 判定1-2                       | Strikeforce: Diaz vs. Daley                                                                             | 2011年4月9日   |
| ○    | ビビアーノ・フェルナンデス | 3R（10分/5分/5分）終了 判定3-0          | Dynamite!! 〜勇気のチカラ2010〜 【DREAMフェザー級タイトルマッチ】                                       | 2010年12月31日 |
| ○    | チェイス・ビービ           | 1R 1:45 KO（左フック→パウンド）         | DREAM.16                                                                                                | 2010年9月25日  |
| ○    | ヨアキム・ハンセン         | 1R 4:27 KO（右ストレート）              | DREAM.14                                                                                                | 2010年5月29日  |
| ×    | 小見川道大                 | 1R 2:54 TKO（右ストレート→パウンド）    | Dynamite!! 〜勇気のチカラ2009〜                                                                         | 2009年12月31日 |
| ×    | ビビアーノ・フェルナンデス | 2R（10分/5分）終了 判定1-2              | DREAM.11 フェザー級グランプリ2009 決勝戦 【フェザー級グランプリ 決勝】                                  | 2009年10月6日  |
| ○    | 所英男                     | 2R 0:32 KO（パウンド）                  | DREAM.11 フェザー級グランプリ2009 決勝戦 【フェザー級グランプリ 準決勝】                                | 2009年10月6日  |
| ○    | 前田吉朗                   | 1R 9:40 TKO（右フック→パウンド）        | DREAM.9 フェザー級グランプリ2009 2nd ROUND 【フェザー級グランプリ 2回戦】                               | 2009年5月26日  |
| ○    | キム・ジョンウォン         | 2R 0:40 TKO（右ストレート→パウンド）    | DREAM.7 フェザー級グランプリ2009 開幕戦 【フェザー級グランプリ 1回戦】                                  | 2009年3月8日   |
| ×    | カブ・スワンソン           | 5分3R終了 判定0-3                       | WEC 37: Torres vs. Tapia                                                                                | 2008年12月3日  |
| ×    | レオナルド・ガルシア       | 1R 1:31 KO（右ストレート）              | WEC 32: Condit vs. Prater                                                                               | 2008年2月13日  |
| ○    | アントニオ・カルバーリョ   | 3R 1:58 TKO（スタンドパンチ連打）       | 修斗 BACK TO OUR ROOTS 06                                                                               | 2007年11月8日  |
| ○    | ジャロッド・カード         | 1R 3:02 KO（左フック）                  | CAGE FORCE 04                                                                                           | 2007年9月8日   |
| ×    | アンドレ・ジダ             | 1R 3:29 TKO（ドクターストップ：鼻負傷） | HERO'S 2007 開幕戦 〜名古屋初上陸〜                                                                     | 2007年3月12日  |
| ×    | J.Z.カルバン               | 1R 0:30 KO（右跳び膝蹴り）              | HERO'S 2006 ミドル&ライトヘビー級世界最強王者決定トーナメント準々決勝 【ミドル級トーナメント 準々決勝】 | 2006年8月5日   |
| ○    | キム・ドヒョン             | 5分2R終了 判定3-0                       | HERO'S 2005 in SEOUL                                                                                    | 2005年11月5日  |
| ×    | 須藤元気                   | 2R 3:47 三角絞め                        | HERO'S 2005 ミドル級世界最強王者決定トーナメント準決勝 【ミドル級トーナメント 準決勝】                  | 2005年9月7日   |
| ○    | レミギウス・モリカビュチス | 2R 4:16 TKO（マウントパンチ）           | HERO'S 2005 ミドル級世界最強王者決定トーナメント準決勝 【ミドル級トーナメント 準々決勝】                | 2005年9月7日   |
| ○    | ヤニ・ラックス             | 1R 1:56 KO（左フック）                  | HERO'S 2005 ミドル級世界最強王者決定トーナメント開幕戦 【ミドル級トーナメント 1回戦】                   | 2005年7月6日   |
| ×    | ギルバート・メレンデス     | 5分3R終了 判定0-3                       | 修斗 15th Anniversary                                                                                   | 2004年12月14日 |
| ○    | ステファン・パーリング     | 1R 2:11 TKO（左ハイキック）             | 修斗 | 2004年5月3日   |
| △    | ジョン・ホーキ             | 5分3R終了 判定1-0                       | 修斗 | 2004年1月24日  |
| ○    | 藤岡正義                   | 5分2R終了 判定3-0                       | 修斗 WANNA SHOOTO 2003 【新人王トーナメント ライト級 決勝】                                             | 2003年11月3日  |
| ○    | 日沖発                     | 5分2R終了 判定3-0                       | 修斗 【新人王トーナメント ライト級 2回戦】                                                              | 2003年7月13日  |
| ○    | 碓氷早矢手                 | 2R 2:06 TKO（スタンドパンチ連打）       | 修斗 【新人王トーナメント ライト級 1回戦】                                                              | 2003年2月6日   |
| ○    | ガチュチラゼ・イオセブ     | 判定3-0                                 | 掣圏道 アルティメットボクシング                                                                         | 2002年4月12日  |
| ○    | 村山光広                   | 判定3-0                                 | SWAアルティメットボクシング                                                                             | 2001年12月7日  |

### アマチュア総合格闘技
| 勝敗 | 対戦相手 | 試合結果                | 大会名                                                                 | 開催年月日    |
| ×    | 孫煌進   | 4分1R終了 ポイント18-21 | 第1回東日本アマチュア修斗フレッシュマントーナメント 【ライト級 3回戦】 | 2001年4月15日 |
| ○    | 城間貴文 | 4分1R終了 ポイント22-17 | 第1回東日本アマチュア修斗フレッシュマントーナメント 【ライト級 2回戦】 | 2001年4月15日 |

### キックボクシング
| 勝敗 | 対戦相手         | 試合結果       | 大会名 | 開催年月日    |
| ×    | 宍戸大樹         | 3R終了 判定0-3 | SHOOT BOXING2013 act.2                                                                                         | 2013年4月20日 |
| ×    | 山本優弥         | 3R終了 判定0-3 | 全日本キックボクシング連盟 「DANGER ZONE」                                                                     | 2004年9月23日 |
| ×    | サトルヴァシコバ | 3R終了 判定0-3 | 全日本キックボクシング連盟 「全日本ライト級最強決定トーナメント2004 1st STAGE」 【ライト級トーナメント 1回戦】 | 2004年3月13日 |

## 獲得タイトル
- 東日本アマチュア修斗選手権 ライト級 準優勝（2002年）
- 全日本アマチュア修斗選手権 ライト級 準優勝（2002年）
- 修斗ライト級新人王（2003年）
- 第2代DREAMフェザー級王座（2010年）

## LDH martial arts
2017年にジム経営やトレーニング事業などを行うLDHのグループ会社「LDH martial arts」を設立。代表取締役CEOは高谷。2018年4月に渋谷区代官山にトレーニングジム「EXFIGHT（エクスファイト）」を開店。2019年12月31日に総合格闘家を発掘するオーディションおよび格闘技イベントの主催計画を発表。2021年3月より、HIRO、高谷、取締役を務める岡見勇信が中心となって「格闘家育成プロジェクト」を始動し、ABEMAで格闘オーディション番組『格闘DREAMERS』を開始。同番組はシーズン2まで放送され、2022年4月に最終選考オーディションを行った。